# TT162
La tombe thébaine TT 162 est située à Dra Abou el-Naga, dans la nécropole thébaine, sur la rive ouest du Nil, face à Louxor en Égypte.
C'est la sépulture de Kenamon (Qn-Jmn), maire de Thèbes, surveillant du grenier d'Amon, datant du règne d'Amenhotep III (XVIIIe dynastie).